# エドゥアルド・アトゥエスタ
エドゥアルド・アトゥエスタ（Eduard Atuesta、1997年6月18日 - ）は、コロンビア出身のサッカー選手。オーランド・シティSC所属。ポジションはMF。

## クラブ経歴
インデペンディエンテ・メデジンでプロキャリアをスタート。2016年から2018年にかけて44試合に出場し、2016年にはカテゴリア・プリメーラA優勝を果たした。
2018年シーズン開幕直後、ロサンゼルスFCに1シーズンのレンタルで加入。
2018年12月13日、ロサンゼルスFCに完全移籍し3年間の契約を結んだ。
2021年12月13日、SEパルメイラスに完全移籍し、4年契約を結んだ。

## 代表歴
U-20コロンビア代表の一員として、エクアドルで開催された2017 南米ユース選手権に参加した。
2019年8月、親善試合のブラジル戦・アルゼンチン戦に向けU-23コロンビア代表に召集された。

## 人物
2019年2月にグリーンカードを取得。このためMLSでは国内選手扱いとなっている。

## タイトル

### クラブ
インデペンディエンテ・メデジン
- カテゴリア・プリメーラA: 2016

ロサンゼルスFC
- サポーターズ・シールド: 2019
- USオープンカップ: 2024

パルメイラス
- レコパ・スダメリカーナ: 2022
- カンピオナート・パウリスタ: 2022, 2023
- カンピオナート・ブラジレイロ・セリエA:  2022, 2023
- スーペルコパ・ド・ブラジル: 2023

### 個人
- MLSベストイレブン: 2019[6]